# IC 5046
IC 5046 — галактика типу Sbc (компактна витягнута спіральна галактика) у сузір'ї Мікроскоп.
Цей об'єкт міститься в оригінальній редакції індексного каталогу.